# Renault (Radsportteam)

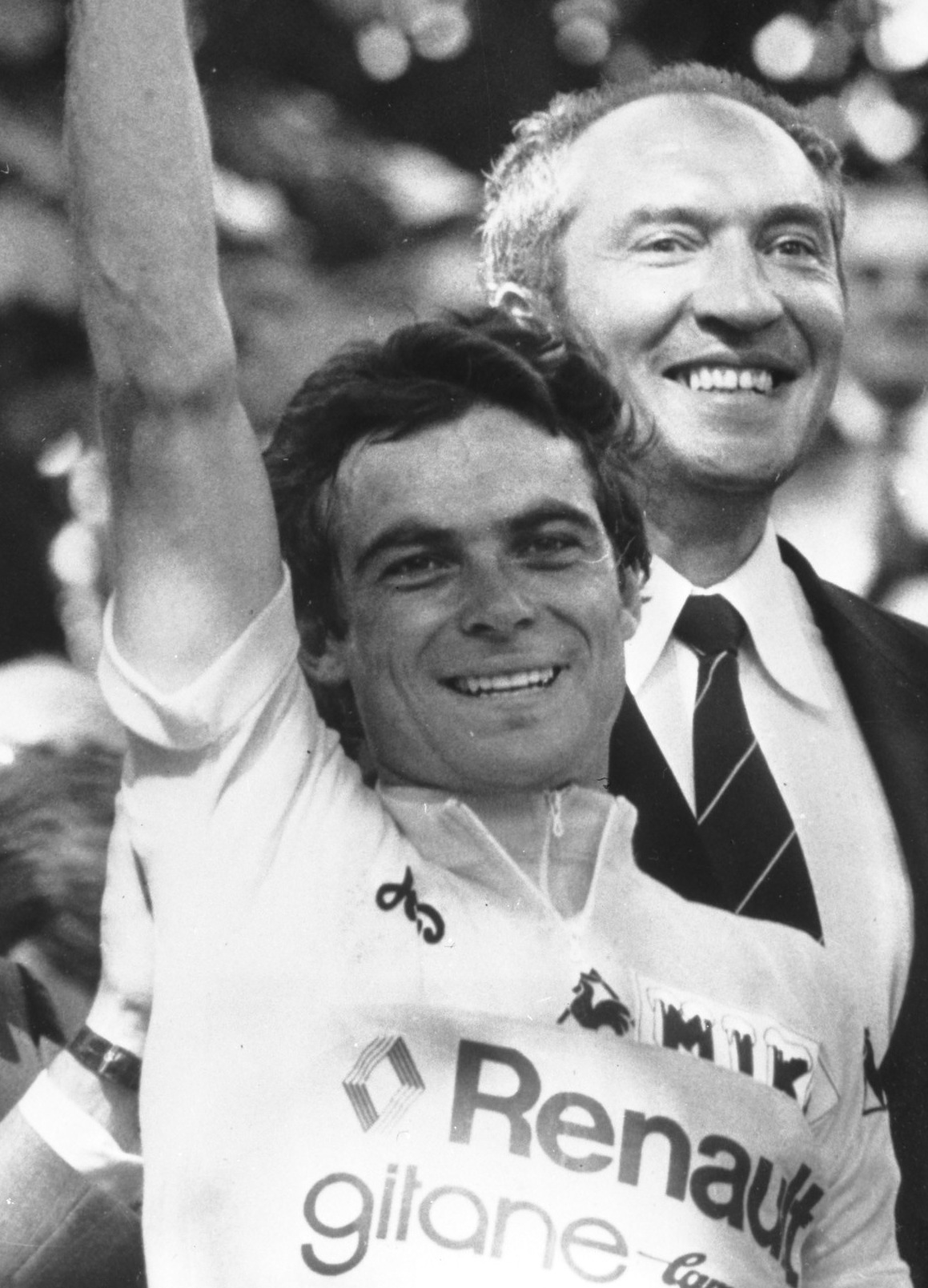
Bernard Hinault bei der Tour de France 1978

Renault war ein französisches Radsportteam, welches unter den Namen Renault-Gitane und Renault-Elf von 1978 bis 1985 existierte.

## Allgemeines
Gesponsert wurde das Team vom Autohersteller Renault und dem Fahrradhersteller Gitane. 1978 hatte der Konzern Renault den Radhersteller Gitane übernommen und wurde somit Nachfolger im Sponsoring des Teams Gitane-Campagnolo. Geleitet wurde das Team Renault von Cyrille Guimard und Maurice Champion.
Das Team war seinerzeit eines der erfolgreichsten. So konnte es sechsmal die Tour de France, zweimal den Giro d’Italia und zweimal die Vuelta a España gewinnen. Außerdem gelangen Siege bei diversen Klassikern und Weltmeisterschaften.
Unter der Regie von Guimard entwickelte sich der junge Bernard Hinault zu einem der besten Radsportler seiner Zeit. Vom Beginn der Karriere Hinaults 1975, bis zu dessen Wechsel zum Team La Vie Claire im Jahr 1984, arbeiteten die beiden äußerst erfolgreich zusammen.

## Bekannte Fahrer
- Jean-René Bernaudeau (1978–1980)
- Laurent Fignon (1982–1985)
- Bernard Hinault (1978–1983)
- Greg LeMond (1981–1984)
- Marc Madiot (1980–1985)
- Charly Mottet (1983–1985)

## Größte Erfolge

### Eintagesrennen
- Paris–Roubaix
  - 1981 (Hinault)
  - 1985 (Madiot)
- Amstel Gold Race
  - 1981 (Hinault)
- Lüttich–Bastogne–Lüttich
  - 1980 (Hinault)
- Lombardei-Rundfahrt
  - 1979 (Hinault)
- Wallonischer Pfeil
  - 1979 (Hinault)
  - 1983 (Hinault)
- Weltmeisterschaft
  - 1980  (Hinault)
  - 1983  (LeMond)

### Rundfahrten
- Tour de France
  - 1978: , 8., 15. & 18. Etappe (Hinault)
  - 1979: , , 2., 3., 11., 15., 21., 23. & 24. Etappe (Hinault);  (Bernaudeau);  (Team)
  - 1981: , Prolog, 6., 14., 18. & 20. Etappe (Hinault)
  - 1982: , Prolog, 14., 19. & 21. Etappe (Hinault)
  - 1983: , 21. Etappe (Fignon); 5. Etappe (Dominique Gaigne); 9. Etappe (Philippe Chevallier);
  - 1984: , 7., 16., 18., 20. & 22. Etappe (Fignon); 2. Etappe (Madiot); 8. Etappe (Pascal Jules); 12. Etappe (Pascal Poisson); 13. Etappe (Pierre-Henri Menthéour);  (Fignon); , 3. Etappe (MZF) (Team)
- Giro d’Italia
  - 1980: , 14. Etappe (Hinault); 20. Etappe (Bernaudeau)
  - 1982: , 3., 12., 18. & 22. Etappe (Hinault); 1. Etappe (MZF) (Team); 11. Etappe (Bernard Becaas)
  - 1984: , , 20. Etappe (Fignon); , 1. Etappe (MZF) (Team)
  - 1985: 10. Etappe (Martial Gayant), 1. Etappe (MZF) (Team)
- Vuelta a España
  - 1978: , Prolog, 11. (Teil 2), 12., 14. & 18. Etappe (Hinault); 5. & 10. Etappe (Willy Teirlinck)
  - 1983: , 15. Etappe (Teil 2) & 17. Etappe (Hinault); Prolog (Gaigne); 4. Etappe (Fignon); 15. Etappe (Teil 1) (Poisson)
- Paris–Nizza
  - 1979: 1. Etappe (Teil 1) (Yvon Bertin), 6. Etappe (Jean Chassang)
  - 1985: 2. Etappe (Madiot), 7. Etappe (Teil 2) (Mottet)
- Critérium du Dauphiné Libéré
  - 1979: , 3., 5. (Teil 2), 6. & 7. (Teil 2) Etappe (Hinault)
  - 1981: , 4.–7. Etappe (Hinault)
  - 1982: 4. Etappe (Teil 2) (Jules)
  - 1983: , 1., 5. & 7. (Teil 2) Etappe (LeMond)
  - 1984: 7. Etappe (Teil 2) (LeMond)
- Tour de Romandie
  - 1980:  (Hinault)
  - 1982: 4. Etappe (Teil 2) (Hinault)
  - 1984: Prolog, 4. Etappe (Fignon)
- Tirreno–Adriatico
  - 1983: 4. Etappe (Fignon)
  - 1984: 5. Etappe (Madiot)